# Teatr Narodowy w Sarajewie
Teatr Narodowy w Sarajewie (bośn. Narodno pozorište Sarajevo) – narodowy teatr Bośni i Hercegowiny położony w Sarajewie.

## Historia
Pierwszy występ teatru odbył się 27 listopada 1920 w Tuzli i składał się z dwóch jednoaktówek – Hasanaginicy Aleksy Šanticia oraz komedii Mon Isménie (bośn. Jedva steče zeta) Eugène’a Labiche’a i Marka Michela. Teatr został otwarty 22 października 1921, a jego uroczystego otwarcia dokonał Branislav Nušić, ówczesny naczelnik departamentu sztuki ministerstwa edukacji. Od 22 stycznia 1925 do 27 marca 1928 pełnił on funkcję dyrektora teatru. Za swojej kadencji otworzył przy teatrze pierwszą szkołę aktorską w Bośni i Hercegowinie. Pierwszymi wystawionymi sztukami po otwarciu były Protekcija Nušicia i Chory z urojenia Moliera.
Po upadku Królestwa Jugosławii Sarajewo znalazło się na terenie Chorwacji, a teatr zmienił nazwę na Chorwacki Teatr Państwowy (chorw. Hrvatsko državno kazalište). Pierwszy spektakl po II wojnie światowej został wystawiony 26 maja 1945, a było nim Sumnjivo lice Branislava Nušicia. W 1946 teatr rozszerzył swoją działalność, otwierając operę. Cztery lata później został otwarty wydział baletu. W kolejnych dekadach repertuar obejmował klasyczne sztuki zarówno rodzimych, jak i zagranicznych autorów, a także oddanych Związkowi Radzieckiemu dramaturgów, tworzących sztuki propagandowe. W latach 50. młodzi dyrektorzy, którzy zdobyli wykształcenie po wojnie, wprowadzili wiele zmian w pracę teatru (m.in. metodę Stanisławskiego), co doprowadziło do bardziej liberalnego stosunku do scenariuszy. Dzięki temu teatr stawał się coraz lepszy aż do połowy lat 60., kiedy starzenie się aktorów doprowadziło do kryzysu. Odchodzących na emeryturę artystów nie miał kto zastąpić, ponieważ nie było wystarczająco wielu młodych następców. Wystawiano głównie sztuki ówczesnych rodzimych autorów lub adaptacje bośniackich dzieł literackich. Aktorzy regularnie występowali za granicą, głównie w Bułgarii, Czechosłowacji i Polsce. Ostatni sezon przed wojną charakteryzował się brakiem współczesnych, dla tamtego czasu, dramatów. Wystawiano ponownie dawne sztuki oraz wznowiono dramaty autorów niemalże zapomnianych po II wojnie światowej. W 2001 teatr nawiązał współpracę z Abdulahem Sidranem.

## Budynek

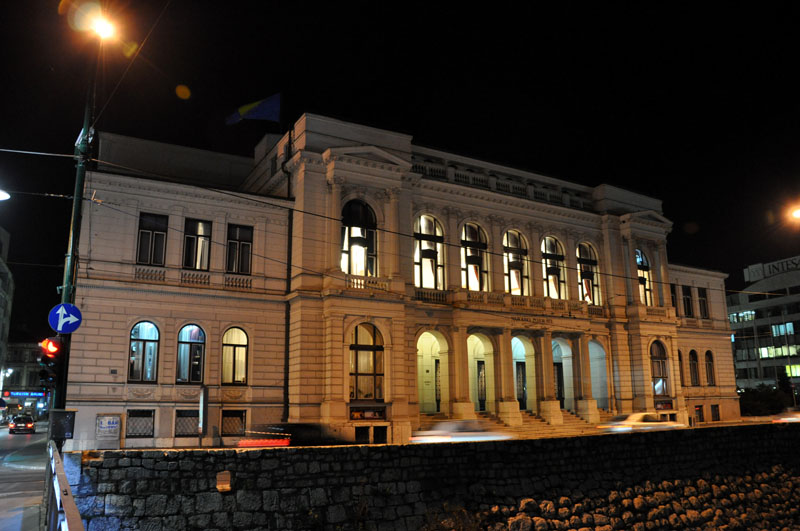
Teatr nocą

Budynek teatru został wybudowany według projektu Karela Paříka, a jego otwarcie odbyło się 2 stycznia 1899. Znajdował się w nim wówczas dom kultury. Po podpisaniu 17 listopada 1919 przez Atanasije Šolę, ówczesnego przewodniczącego regionalnego rządu Bośni i Hercegowiny, dekretu zakładającego teatr rozpoczęto przebudowę obiektu. W 1977 rozpoczęto kolejną renowację budynku, która trwała cztery lata. Od września 2007 siedziba teatru znajduje się na liście chronionych zabytków Bośni i Hercegowiny.

## Nagrody
Teatr trzykrotnie otrzymał Šestoaprilską nagradę Grada Sarajeva: w 1970 za balet, w 1972 za teatr, a w 1978 za sztukę Omer paša Latas.